# Новая Дуруитоаря
Новая Дуруитоаря (рум. Duruitoarea Nouă, Дуруитоаря Ноуэ) — село в Рышканском районе Молдавии. Является административным центром коммуны Новая Дуруитоаря, включающей также село Думень.

## География
Село расположено на высоте 123 метров над уровнем моря.

## Население
По данным переписи населения 2004 года, в селе Дуруитоаря Ноуэ проживает 912 человека (440 мужчин, 472 женщины).
Этнический состав села:
| Национальность | Число жителей | Процентный состав |
| -------------- | ------------- | ----------------- |
| молдаване      | 612           | 67.11             |
| украинцы       | 280           | 30.7              |
| русские        | 19            | 2.08              |
| прочие         | 1             | 0.11              |
| Всего          | 912           | 100%              |